# Sissa (schaaktijdschrift)
Sissa was met 28 jaargangen het eerste langlopende schaaktijdschrift in de Nederlandse schaakgeschiedenis. Het werd in 1847 door W.J.L. Verbeek opgericht. Verbeek was er gedurende het hele bestaan de hoofdredacteur van. In 1873 werd Sissa benoemd tot het eerste orgaan van de Nederlandse Schaakbond. In 1874 legde Verbeek zijn taak neer en werd Sissa vervangen door De Schaakwereld.
Thans wordt Sissa niet zozeer om haar kwaliteit geroemd, maar vooral als goudmijn van informatie over het schaken in Nederland in de 19e eeuw beschouwd.

## Geschiedenis
Omdat schaken als collectieve sport/spel nog in de kinderschoenen stond, waren schaaktijdschriften in de negentiende eeuw zowel in het binnen- als buitenland zeer moeilijk op de been te houden. Er waren dan ook veel bladen die een blauwe maandag bestaan hebben voordat Sissa op de markt kwam. Vergelijkbare problemen bleven ook na Sissa nog jaren voortduren.
Sissa werd aanvankelijk opgericht met het idee als clubblad voor het gelijknamige schaakgenootschap (1843-1865) in Wijk bij Duurstede te dienen. Financieel was zo'n kleine oplage echter niet haalbaar en gecombineerd met de lessen die getrokken konden worden uit eerdere pogingen een schaakblad op te zetten en Verbeeks visie van een Nederlandse schaakgemeenschap, werd Sissa van begin af aan gericht aan het Nederlandse schaakpubliek.
Hoewel Sissa toen over een periode van 28 jaar is uitgegeven, ging het niet altijd van een leien dakje. Gebrek aan tijd, mankracht en financiën waren debet aan regelmaat en kwaliteit van uitgaves, hetgeen Sissa behalve lof ook de nodige kritiek heeft doen ontvangen. Desondanks heeft Verbeek het blad met succes vlot kunnen houden. Norman van Lennep, een getalenteerde schaker en latere secretaris van de Schaakbond schreef hierover: "Wij kunnen den man, die gedurende al dien tijd het redacteurschap waarnam, niet genoeg dankbaar zijn voor de bijdragen welke hij door zijn arbeid tot de schaakgeschiedenis der jaren 1847-1874 heeft geleverd." Het schaakspel stond toen lang niet op die hoogte van tegenwoordig en werd ook minder beoefend, zodat ieder de volgende door den heer C.E.A. Dupré te Rotterdam in 1865 geschreven woorden ten volle moet beamen: "Met geringe hulpbronnen en bijkans onoverkomelijke moeielijkheden, heeft Verbeek met moed en ijver, (maar ook met uitstekende bekwaamheid) zijn Sissa staande gehouden en zich van zijn taak gekweten, op eene wijze, die in hooge mate onze bewondering, maar tevens ook onze erkentelijkheid afdwingt."
Toen in 1873 de Nederlandse Schaakbond werd opgericht, werd Sissa als het orgaan van de Bond aangesteld. Anderhalf jaar later echter besloot Verbeek om 'verschillende redenen van overwegend belang' zijn taken neer te leggen. Sissa werd toen opgevolgd door De Schaakwereld.

## Doelstellingen
Verbeek gebruikte Sissa als medium in zijn missie om de Nederlandse schaakgemeenschap te ontwikkelen:
- Bijbrengen van schaakkennis
- Verbinden van schakers door het land
- Uniformering van schaakregels
- Groei van de schaakgemeenschap

Met Sissa als medium probeerden Verbeek en gelijkgezinden een organisatie van de grond te krijgen die deze doelstellingen structureel zou aanpakken. Deze mensen vormden in feite de avant-garde van wat in 1873 de Nederlandse Schaakbond zou worden.

## Inhoud

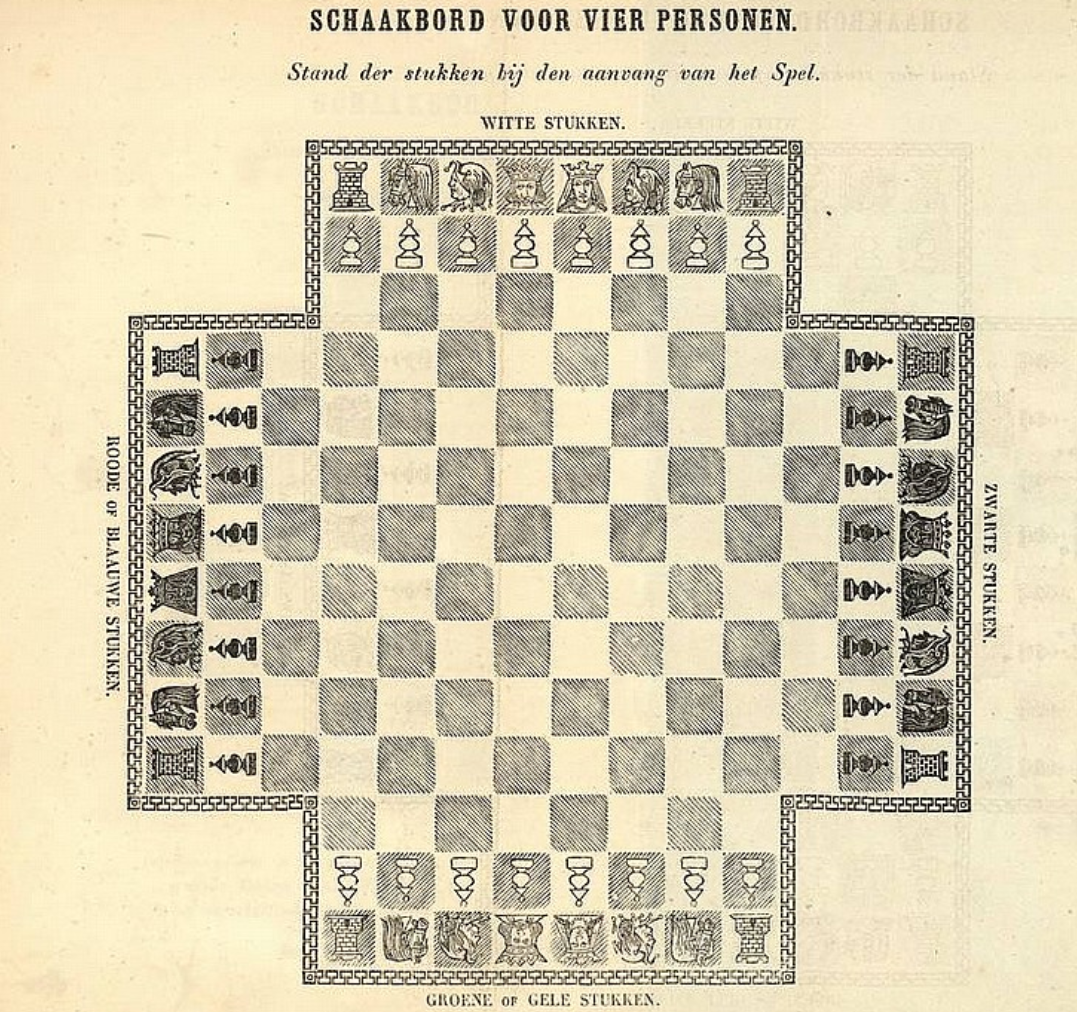
Schaakbord voor vier personen, omslag illustratie van een Sissa-nummer uit 1848.

Sissa was een volwaardige schaaktijdschrift dat alle categorieën bevatte die van een schaaktijdschrift voor een breed schaakpubliek verwacht mocht worden. Deze categorieën droegen ook bij de bovenstaande doelstellingen te bereiken:
- Schaakpartijen en analyses
- Verhandelingen over schaaktheorie
- Toernooireportages, nieuws, mededelingen, zoals aankondigingen van aankomende partijen en toernooien
- Variëteit aan schaakpuzzels (problemen, paardensprongen, etc.)
- Geschiedkundige artikelen en proza
- Alternatieve schaakvormen (schaken voor vier personen, schaak à la Van Zuylen van Nijevelt (de directe voorloper van schaak 960), fantasieschaak, etc.)
- Forum voor de lezers
- Schaakgerelateerde advertenties

Het inhoudelijke niveau was representatief voor de kennis in de Nederlandse schaakgemeenschap, dat in de negentiende eeuw achterliep op het buitenland. Hoewel het gros van de bijdragen van Nederlandse schakers kwam, werd het niveau steevast opgeschroefd door de toevoeging van theoretische ontwikkelingen en verslagen van partijen van beroemde meesters uit het buitenland.

## Kritische beschouwing
Gedurende de 28 jaren dat Sissa werd uitgegeven, was er overwegend lof van het brede en groeiende schaakpubliek in binnen- en buitenland, die in hun behoeften werden voorzien. Kritiek was er echter ook. Qua inhoud was deze als volgt:
- Er werd zo nu en dan andere spellen (met name dammen) in het schaaktijdschrift opgenomen;
- Er waren soms de vreemdste puzzels te vinden. (hiëroglyfische paardensprongen, wiskundige puzzels);
- Er was relatief veel proza

Deze kritiekpunten, meestal van schaakpuristen en dan vooral mensen van ná het Sissa-tijdperk, werden tot zekere hoogte erkend door de redactie, maar de bekritiseerde items moesten behouden blijven vanwege financiële noodzaak: slechts door aan de wensen van een breed publiek te voldoen konden voldoende abonnementen vastgehouden worden. Overigens was het niet uitzonderlijk dat Sissa als schaaktijdschrift af en toe ook artikels van andere spellen opnam: Het beroemde eerste schaaktijdschrift in de geschiedenis, Le Palamède, nam om vergelijkbare redenen nu en dan artikelen over het biljarten en wiezen op. Betreffende de zogenaamde irrelevante puzzels, deze zouden slechts 2% van Sissa's ruimte vullen.
Kritiek ten aanzien van de vorm was het volgende:
- Er zaten taal-, vertaal- en drukfouten in de tekst;
- Uitgaves waren niet altijd regelmatig;
- Bronvermeldingen waren summier of ontbraken compleet.

Het gebrek aan tijd, mankracht en financiën waren debet aan deze punten. Gebrekkige bronvermelding, of het onvoldoende nachecken daarvan, heeft in de beginperiode van Sissa tot enkele beschuldigingen van plagiaat geleid.
Omdat schaaktheorie zich sindsdien enorm heeft ontwikkeld en het hedendaagse algemene schaakniveau nu veel hoger ligt dan in de negentiende eeuw, is Sissa vandaag vanuit schaaktechnisch oogpunt van weinig betekenis. Het blad is echter historisch van blijvende waarde, omdat het vaak de primaire bron is over het schaken in de negentiende eeuw.

## Overzicht van alle jaargangen
| Periode   | Titel                                                               | Series/ nummers         | Hoofdredacteur              | Uitgever                                   | Koppelingen naar nummers                                               |
| 1847-1856 | Sissa - Maandschrift voor het schaakspel                            | Eerste serie 10 volumes | W.J.L. Verbeek (“Gustavus”) | W.F.Stramrood, Wijk bij Duurstede          | 1/1847 2/1848 3/1849 4/1850 5/1851 6/1852 7/1853 8/1854 9/1855 10/1856 |
| 1857-1859 | Sissa - Nederlandsch maandschrift voor het schaakspel               | Tweede serie 10 volumes | W.J.L. Verbeek (“Gustavus”) | W.F.Stramrood, Wijk bij Duurstede          | 11/1857 12/1858 13/1859                                                |
| 1860-1866 | Sissa - Nederlandsch maandschrift voor het schaakspel               | Tweede serie 10 volumes | W.J.L. Verbeek (“Gustavus”) | Johannes G. Andriessen, Wijk bij Duurstede | 14/1860 15/1861 16/1862 17/1863 18/1864 19/1865 20/1866                |
| 1867-1872 | Sissa - Nederlandsch maandschrift voor het schaakspel               | Derde serie 5 volumes   | W.J.L. Verbeek              | M. S. van Tussenbroek, Wijk bij Duurstede  | 21/1867 22/1868 23/1869 24/1870 25/1871-72                             |
| 1873      | Sissa - Nederlandsch maandschrift voor het schaakspel               | Vierde serie 2 volumes  | W.J.L. Verbeek              | M. S. van Tussenbroek, Wijk bij Duurstede  | 26/1873                                                                |
| 1874      | Sissa: De schaakspeler - “Orgaan van den Nederlandschen Schaakbond” | Vierde serie 2 volumes  | W.J.L. Verbeek              | M. S. van Tussenbroek, Wijk bij Duurstede  | 27/1874                                                                |
|           |                                                                     |                         | W.J.L. Verbeek              | M. S. van Tussenbroek, Wijk bij Duurstede  |                                                                        |
| 1873.1-3  | Sissa: De schaakspeler - zondagsblad                                | Losse serie 1 volume    | W.J.L. Verbeek              | M. S. van Tussenbroek, Wijk bij Duurstede  | 1873.1-3                                                               |